# Ludweis-Aigen
Ludweis-Aigen là một đô thị thuộc huyện Waidhofen an der Thaya trong bang Niederösterreich, Áo.